# Mechanisme (biologie)
Een mechanisme is de structuur van een deel van een organisme. De studies hiervan zijn onder meer de anatomie en histologie. Naast het mechanisme heeft elk deel van een organisme ook een functie, wat bestudeerd wordt in de fysiologie.

## Homologie
Verschillende soorten kunnen vergelijkbare mechanismes hebben die verschillende functies hebben, iets wat homologie wordt genoemd. Zo zijn zowel de menselijke hand als de vleugel van vleermuizen geëvolueerd uit de voorpoten van een gemeenschappelijke voorouder. 
Zo kan divergente evolutie optreden waarbij nieuwe soorten ontstaan. Dit kan optreden als leden van een organisme in verschillende leefomgevingen en omstandigheden terechtkomen. Door aanpassing via natuurlijke selectie aan deze milieuomstandigheden, ontstaan nieuwe functies voor een mechanisme.